# Траварство
Траварство је традиционална односно народна медицина која се заснива на употреби биљака и биљних деривата за лечење. Траварство је један од најстаријих начина лечења, и вероватно је старо колико и човечанство. Лечење биљем је вештина коју су развили сви народи, и у складу са поднебљем на коме живе научили да користе биљке које су им биле доступне. Знања о лековитим својствима биљака су акумулирана током хиљада година људске историје. Траварство је засновано на традиционалној употеби биљака у неком народу, без обзира на научно поврђивање или оспоравање лековитих својстава одређене биљке.
Фитотерапија је метод лечења заснован на употреби лековитог биља. Појмови траварство, хербализам, биљарство, фитотерапија нису стриктно разграничени, и сви подразумевају лечење лековитим биљем.
Траварство подразумева употребу самониклог лековитог биља, од кога се најчешће праве чајеви, тинктуре, екстракти, али понекад и купке и масти. Најпознатија је употреба чајних мешавина, у којима више лековитих биљака делује синергистички.
Чајеви су најблажи вид екстракције активних компоненти из лековитог биља, па се сматрају и најбезеднијим.